# Stanisław Witold Kołodziejski
Stanisław Witold Kołodziejski ps. „Jarosław” (ur. 1891 we Lwowie, zm. 8 sierpnia 1915 w Krakowie) – polski malarz, żołnierz Legionów Polskich.

## Życiorys
Studiował w krakowskiej Akademii Sztuk Pięknych, należał do Związku Strzeleckiego „Strzelec”. W 1914 zaciągnął się do Legionów Polskich, został zaszeregowany do VI baonu strzeleckiego, a następnie 4 kompanii I baonu 1 pułku piechoty I Brygady. Istnieją niepotwierdzone przesłanki, że był dowódcą plutonu. Po potyczce pod Jakubowicami awansował do stopnia podporucznika, po czym został przegrupowany do dowodzonego przez kpt. Albina Fleszara VI baonu, z którym walczył w maju 1915 w bitwie pod Konarami. Podczas bitwy pod Żernikami w czerwcu został ciężko ranny, zmarł po przetransportowaniu do krakowskiego szpitala wojskowego. Pośmiertnie odznaczony Orderem Virtuti Militari V klasy.